# Hellema-Hallum
Hellema-Hallum is een Nederlands koekjesfabrikant. Het bedrijf is bekend van de kinderkoekjes genaamd Smoeltjes.

## Geschiedenis
Het bedrijf werd in 1861 opgericht door Andele Hellema, destijds onder de naam Hellema. De naam werd in 1987 veranderd naar Hellema-Hallum.
In 1996 werden Smoeltjes voor het eerst geïntroduceerd met Smoeltjes Speculaasjes. Later werd het Smoeltjes-assortiment uitgebreid met Spook Koekjes en Ufo's.